# Birgitte, Duchess of Gloucester

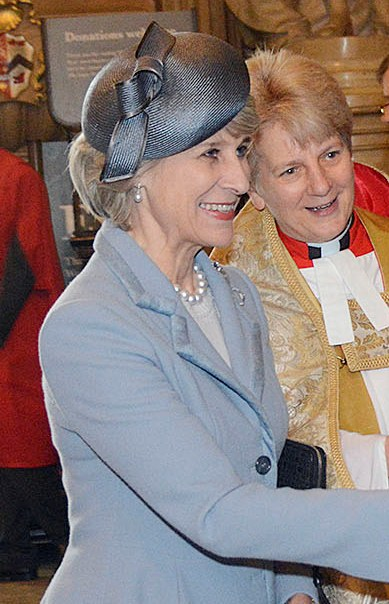
Birgitte, Duchess of Gloucester

Wappen der Birgitte, Duchess of Gloucester

HRH Birgitte, Duchess of Gloucester (* 20. Juni 1946 in Odense, Dänemark, als Birgitte Eva Henriksen, später van Deurs) ist ein Mitglied des britischen Königshauses. Sie ist die Ehefrau von Prinz Richard, 2. Duke of Gloucester, der ein Enkel König Georgs V. und Onkel 2. Grades von König Charles III. ist.

## Lebenslauf
Birgitte Eva Henriksen wurde in Odense als Tochter eines Rechtsanwalts geboren. Als sich ihre Eltern trennten, nahm sie den Geburtsnamen ihrer Mutter van Deurs an. Sie arbeitete unter anderem an der dänischen Botschaft in London.
Im Februar 1972 verlobte sie sich mit Richard, dem zweiten Sohn von HRH Henry, 1. Duke of Gloucester und Alice, Duchess of Gloucester. Die Eheschließung fand am 8. Juli 1972 statt.
Sechs Wochen nach der Hochzeit stürzte der ältere Bruder ihres Mannes, William of Gloucester, mit seinem Flugzeug ab und starb an der Absturzstelle. Dadurch erbte ihr Mann den Titel des Duke of Gloucester, als sein Vater 1974 starb. Als dessen Gattin führt sie seither den Höflichkeitstitel Duchess of Gloucester.
Das Ehepaar hat drei Kinder:
- Alexander Windsor, Earl of Ulster (* 24. Oktober 1974) ⚭ Claire Booth;
- Lady Davina Windsor (* 19. November 1977) ⚭ Gary Lewis;
- Lady Rose Windsor (* 1. März 1980) ⚭ George Gilman.

Die Kinder nehmen alle keine offiziellen Aufgaben wahr. Das Ehepaar lebt im Kensington Palace in London.

## Offizielle Aufgaben
Die Duchess ist Schirmherrin vieler britischer Organisationen. Ihre Interessen und Tätigkeitsschwerpunkte liegen insbesondere in den Bereichen Medizin, Erziehung und der Arbeit mit Benachteiligten.
Sie ist Colonel-in-Chief des Bermuda Regiments und des 7. Bataillons des Rifles Regiments sowie Patronin zweier Schiffe der Royal Navy.

## Namen/Titulaturen
- Frøken Birgitte Henriksen (20. Juni 1946 – 15. Januar 1966)
- Frøken Birgitte van Deurs (15. Januar 1966 – 8. Juni 1972)
- Her Royal Highness Princess Richard of Gloucester (8. Juni 1972 – 10. Juni 1974)
- Her Royal Highness The Duchess of Gloucester (seit dem 10. Juni 1974)

## Orden und Ehrenzeichen
| Jahr | Staat                  | Orden/Ehrenzeichen                       | Klasse               |
| ---- | ---------------------- | ---------------------------------------- | -------------------- |
| 1989 | Vereinigtes Königreich | Royal Victorian Order                    | Dame Grand Cross     |
| 2009 | Vereinigtes Königreich | Order of Saint John                      | Dame Grand Cross     |
| 1974 | Vereinigtes Königreich | Order of Saint John                      | Dame of Grace        |
| 1973 | Vereinigtes Königreich | Royal Family Order of Queen Elizabeth II | Member               |
| 2002 | Vereinigtes Königreich | Queen Elizabeth II Golden Jubilee Medal  | Medaille             |
| 2012 | Vereinigtes Königreich | Queen Elizabeth II Diamond Jubilee Medal | Medaille             |
| 2024 | Vereinigtes Königreich | Hosenbandorden                           | Royal Lady Companion |